# اولیویرا دو بایرو
شهر اولیویرا دو بایرو (به پرتغالی: Oliveira do Bairro) در اولیویرا دو بایرو در کشور پرتغال واقع شده‌است. جمعیت این شهر ۵٬۰۰۵ نفر است. در تاریخ ۲۶ اوت ۲۰۰۳ به عنوان شهر شناخته شد.